# Borden Classic 1983
Borden Classic 1983 — жіночий тенісний турнір, що проходив на відкритих кортах з твердим покриттям у Токіо (Японія). Проходив у рамках Світової чемпіонської серії Вірджинії Слімс 1983. Тривав з 10 до 16 жовтня 1983 року. Ліса Бондер здобула титул в одиночному розряді.

## Фінальна частина

### Одиночний розряд, жінки
Ліса Бондер —  Лаура Аррая 6–1, 6–3

### Парний розряд, жінки
К О'Ніл /  Пем Вайткросс —  Бренда Ремілтон /  Наоко Сато 5–7, 7–6, 6–3